# 土屋光春

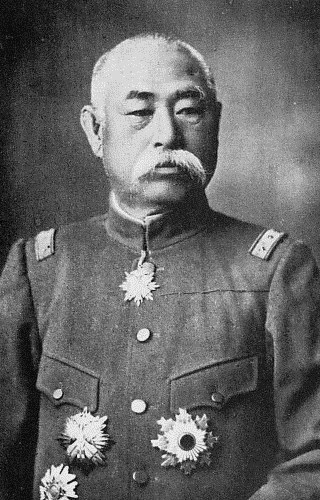
土屋光春

土屋 光春（つちや みつはる、嘉永元年8月26日（1848年9月23日） - 1920年（大正9年）11月17日）は、日本の武士（岡崎藩士）、陸軍軍人。階級及び位階勲等功級爵位は陸軍大将従二位勲一等功二級男爵。日本陸軍で最多の4回師団長に就任した人物として知られる。

## 経歴
嘉永元年（1848年）に岡崎藩士・渡利伝左衛門の四男として生まれる。14歳で岡崎藩士・土屋甚助の養子となり、1870年（明治3年）7月、家督を相続し、本多忠直に支え、文学教授読兼司書一番銃卒分隊長となった。同年11月、藩から3名選抜された中の一人として大阪陸軍兵学校に入る。1872年（明治5年）、陸軍少尉任官。その後、佐賀の乱、西南戦争を経て日清戦争には大本営参謀として従軍した。
第27旅団長、台湾守備混成第1旅団長、近衛歩兵第1旅団長を歴任し、1902年（明治35年）に陸軍中将に進む。日露戦争に際しては、乃木希典大将率いる第3軍隷下の第11師団長として、旅順攻囲戦に参加。東鶏冠山に師団を率いて攻撃中にロシア軍銃撃により頭部に銃創を受け内地後送。治癒後、1905年（明治38年）に新設の第14師団長として再度満州に渡る。1906年（明治39年）7月、再度第11師団長に親補され、1907年（明治40年）9月に戦功により男爵となる。1908年（明治41年）12月21日、第4師団長となる。1910年（明治43年）8月26日、陸軍大将に進むと同時に後備役編入。1915年（大正4年）4月1日に退役した。
退役後は郷里に帰り、三河郷友会会長を務めながら愛知県岡崎市明大寺町向山の地で余生を送った。
1920年（大正9年）11月17日、病に倒れ死去。72歳没。岡崎市の龍海院に葬られる。1964年（昭和39年）7月1日、岡崎市名誉市民に推挙される。
なお長男の土屋光金は海軍中将の後、貴族院議員となった。

## 栄典
位階
- 1891年（明治24年）12月28日 - 正六位[8]
- 1893年（明治26年）12月16日 - 従五位[9]
- 1897年（明治30年）10月30日 - 正五位[10]
- 1902年（明治35年）6月30日 - 従四位[11]
- 1904年（明治37年）7月15日 - 正四位[12]
- 1907年（明治40年）8月10日 - 従三位[13]
- 1910年（明治43年）9月30日 - 正三位[14]
- 1920年（大正9年）11月17日 - 従二位[15]

勲章等
- 1884年（明治17年）11月13日 - 勲四等旭日小綬章[16]
- 1893年（明治26年）11月29日 - 勲三等瑞宝章[17]
- 1895年（明治28年）
  - 10月18日 - 旭日中綬章・功四級金鵄勲章[18]
  - 11月18日 - 明治二十七八年従軍記章[19]
- 1902年（明治35年）
  - 5月10日 - 明治三十三年従軍記章[20]
  - 11月29日 - 勲二等瑞宝章[21]
- 1906年（明治39年）4月1日 - 功二級金鵄勲章・勲一等旭日大綬章・明治三十七八年従軍記章[22]
- 1907年（明治40年）9月21日 - 男爵[23]
- 1915年（大正4年）11月10日 - 大礼記念章[24]

外国勲章佩用允許
- 1896年（明治29年）10月28日 - ロシア帝国：神聖スタニスラス星章付第二等勲章[25]